# ВНИИСС
ВНИИСС (хутор Сорокин)— посёлок в Рамонском районе Воронежской области.
Входит в состав Айдаровского сельского поселения.Поселок ВНИИСС — один из крупных центров науки в России.

## История
Возник во второй половине XIX века в имении Е. М. Ольденбургской. Первое упоминание относится к 1885 году.
На территории поселка находится ГНУ ВНИИСС Россельхозакадемии. В 1920 году организуется, а с 1922 года начинает активно работать Рамонская опытно-селекционная станция. С 1959 года она преобразована во ВНИИСС — Всероссийский научно-исследовательский институт сахарной свеклы и сахара имени А. Л. Мазлумова. С 1972 года носит имя А. Л. Мазлумова.

## География

### Улицы
| - ул. Воронежская - ул. Газовая - ул. Дачная - ул. Дорожная - ул. Кленовая - ул. Кольцовская - ул. Лермонтова - ул. Липовая - ул. Луговая | - ул. Мазлумова - ул. Машиностроителей - ул. Минская - ул. Никитинская - ул. Пушкинская - ул. Рабочая - ул. Связистов - ул. Тенистая - ул. Чернозёмная |

## Население
| 2010 |
| ---- |
| 2286 |